# Yolande Beekman
Yolande Elsa Maria Unternahrer (7 de noviembre de 1911 en París - 13 de septiembre de 1944 en el campo de concentración de Dachau) fue una espía francesa durante la II Guerra Mundial.
Hija de suizos, se trasladó a Londres con su familia y aprendió inglés, alemán y francés. Al estallar la II Guerra Mundial, se unió a las Fuerzas Aéreas de Mujeres. Fue reclutada por el Ejecutivo de Operaciones Especiales (SOE) para trabajar en la Francia ocupada, uniéndose oficialmente a ellos el 15 de febrero de 1943. 
En 1943, Yolande se casó con el sargento de la Armada Holandesa Jaap Beekman. En Francia, Beekman se convirtió en una eficiente agente bajo los seudónimos Mariette e Yvonne. Además de sus radio-transmisiones a Londres, se encargó de la distribución de los materiales que cargaban los aviones aliados. 
El 13 de enero de 1944, fue arrestada por la Gestapo junto a Gustave Biéler, para el que trabajaba. Mientras Biéler era ejecutado, Beekman fue trasladada a a prisión de Fresnes, en París. Allí fue interrogada y torturada y compartió celda con Hedwig Müller, una enfermera arrestada por la Gestapo en 1944. En mayo del mismo año se la trasladó a la prisión de mujeres de Karlsruhe, Alemania, junto a otros miembros capturados del SOE.
Finalmente, fue trasladada al campo de concentración de Dachau junto a otros agentes, como Madeleine Damerment, Noor Inayat Khan y Eliane Plewman el día 11 de septiembre de 1944. Dos días después, el 13 de septiembre, las cuatro mujeres fueron asesinadas de un tiro en la cabeza, y sus cuerpos cremados. 
Las acciones de Beekman fueron reconocidas por el gobierno francés con la Cruz de Guerra francesa póstuma. 